# Glyptina spuria
Glyptina spuria är en skalbaggsart som beskrevs av J. L. Leconte 1859. Glyptina spuria ingår i släktet Glyptina och familjen bladbaggar. Inga underarter finns listade i Catalogue of Life.